# 连枷

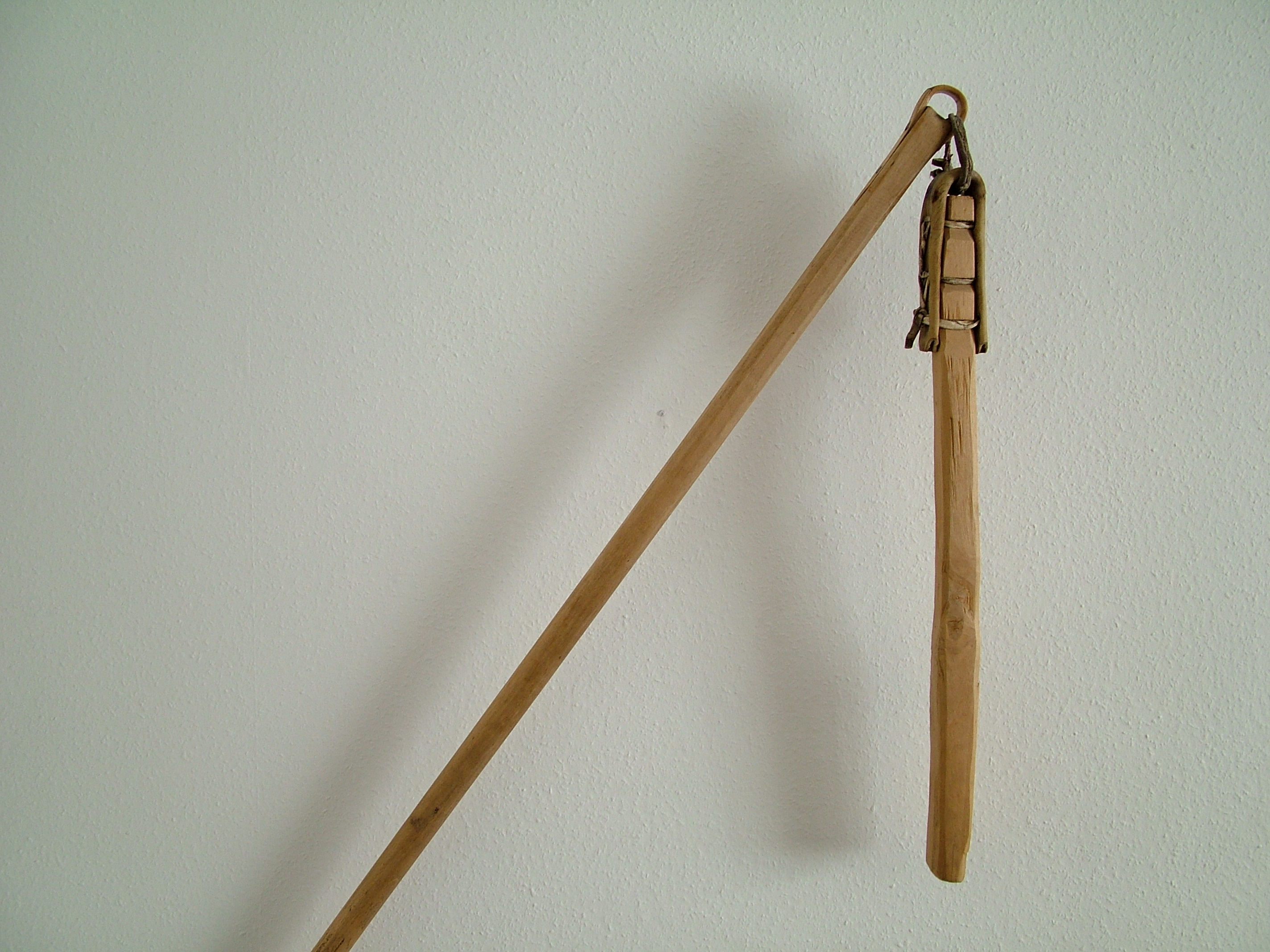
打谷用的连枷

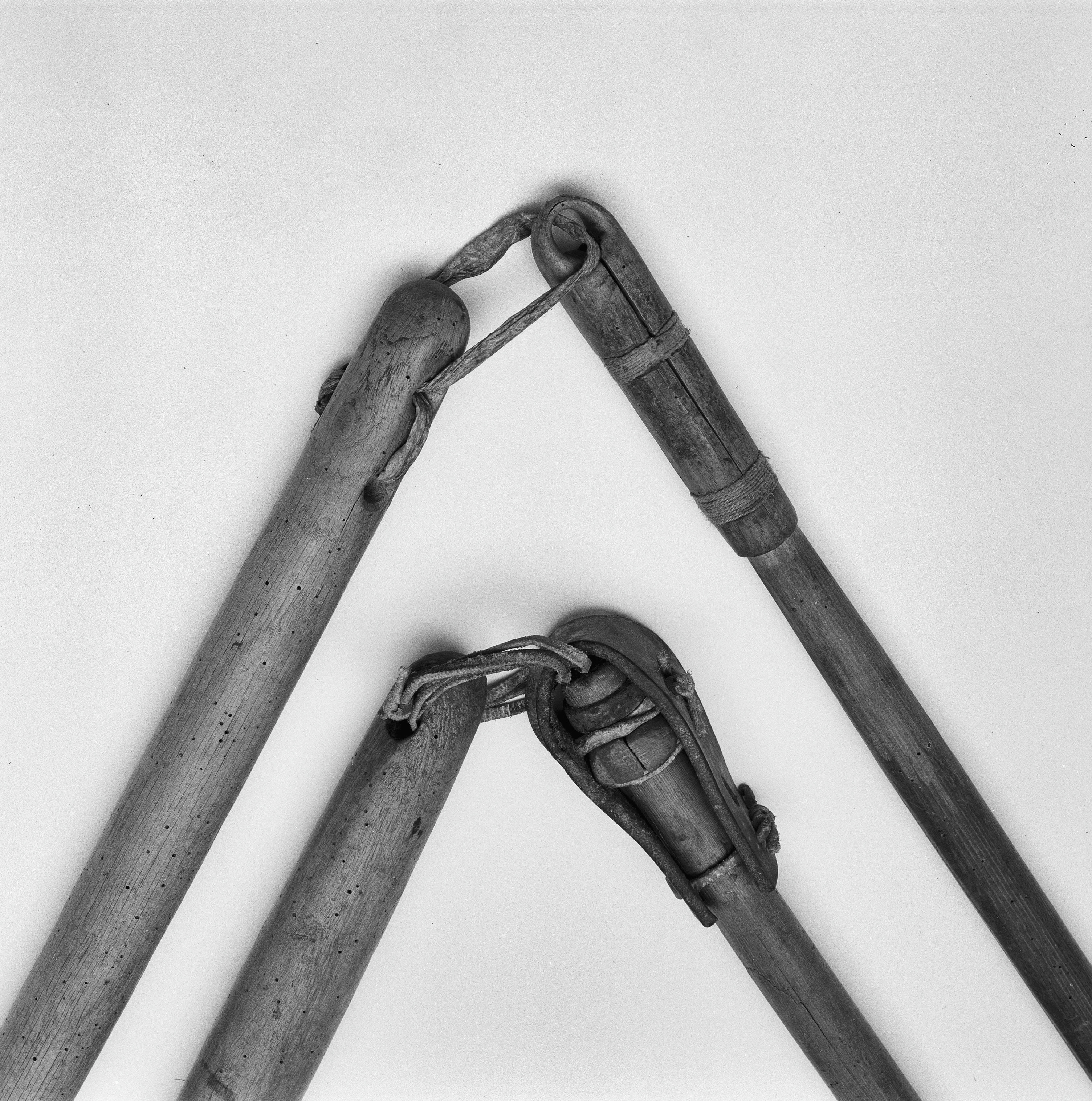
连枷连接处的特写

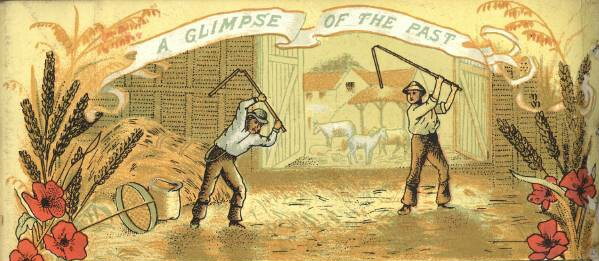
英国人在使用连枷

连枷，也称作梿枷，古代又叫柫（音同“弗”)、桲（音同“勃”)，是古早手动击打谷类（或豆类），用来给谷物脱粒（或使豆类与其茎部脱离）的农具。
连枷通常由至少两段大的棍子组成，棍子之间由短链相连。一根棍子由使用者握持并挥舞，其他的棍子则对谷物进行击打，从而使谷物或豆类，使与茎秆部脱离。连枷的具体尺寸和形状通常由谷物种类和农民所处的地区而决定，不同的谷物和地区需要不同的连枷。例如魁北克的农民在处理小麦时所用的连枷大多是由两段木棍所组成。手持的一段大约1.5米长，直径约为3厘米；另一段一般1米长，直径也为3厘米左右，但是在末端逐渐变细。其他谷物所需的连枷，比如水稻和斯佩耳特小麦，则有不同的尺寸。

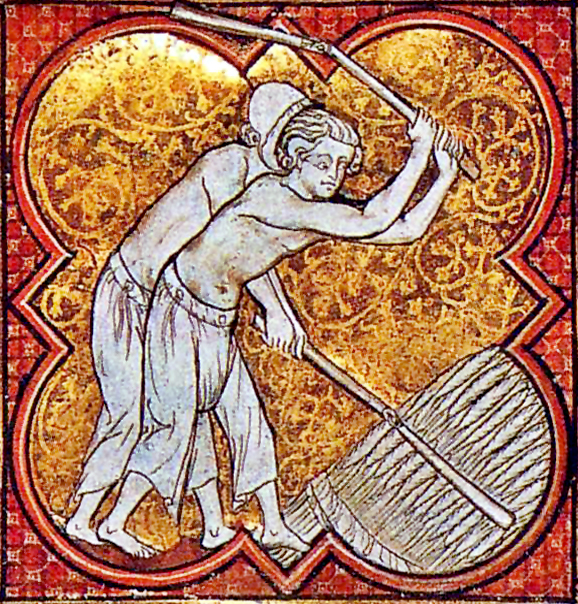
1270年法国农民使用连枷的场景。

由于科技的发展，新的收割设备被设计和生产出来，比如联合收割机。由于这些新的设备需要的人力更少，连枷在很多国家被逐渐淘汰。但是在许多地方，比如在明尼苏达，野生水稻只允许用人力的方式收割。在那里，独木舟和不超过30英尺的连枷是收割野生水稻的主要工具。 

## 在中国的使用
《国语·齐语》中写道有：“令夫农，群萃而州处，察其四时，权节其用，耒、耜、枷、芟。”其中的“枷”即指连枷，说明连枷在战国时期已经存在。唐颜师古《注汉书》中说：“拂音佛，以击治禾，今谓之梿枷”。可见“梿枷”这个名字在出现在唐朝以前。
清代及民国云南安宁、易门、景东等地有一种稻为“连械[耞]谷”或“连秸[稭]谷”，连枷谷之所以称为连枷谷是因为这种稻成熟时，需要用连枷来脱粒。太湖流域是另一个粳稻栽培中心，这里历史上也曾经盛行连枷脱粒的方式，从范成大《秋日田园杂兴》中的“一夜连枷响到明”到楼璹《耕织图诗》中的“连枷声乱发”，就可以听到到处都是连枷脱粒的声音。再来看看一向只种粳稻而鲜种籼稻的北方有情况。宋人宋祁有一首描写许州地区水稻丰收景象的诗，诗中有“镰响枷鸣野日天”（宋祁，湖上见担稻者，景文集，卷二十三）的诗句。“枷鸣”的存在表明当时许州使用的也是连枷脱粒的方式，也与当地种粳稻相吻合。

### 使用方法
通常右侧手臂力量较强，因而操作者双手握杆，右手在前；双腿分立，右脚在前。打连枷的动作似乎可分为4个阶段：
（1）收缩手臂，向后抽拉连枷，使敲板获得向后的水平速度；随之
（2）站直双腿，同时上举双臂，敲板端部随摆杆前端转轴向上运动，因而其水平速度转化为旋转速度；通常连枷到达最高点时敲板尚低于水平位置，其后
（3）前腿屈曲，双臂向前挥动连枷，使敲板获得向前的水平速度；随之
（4）身体前倾，双臂挥动连枷快速扑下。敲板水平速度转化为旋转速度以通过竖直状态，进而因重力加速旋转向下，最终达到水平位置，拍打谷物。

## 非农业用途
除了作为农业工具，连枷也往往被作为武器使用。根据杜佑《通典》中的记载，连枷至少从唐代开始就被作为守城器械使用，主要对付已经攀登到城头的敌兵，打击敌人露出剁口的头和手。到宋朝后，不仅用于守城，并且成为了重要的马上兵器，但是形制已和传统作为农具的连枷有所区别。宋代名将狄青在平定岭南侬智高叛乱的战争中，曾经使用过马上铁连枷。元明时代，连枷仍旧作为军中装备之一。连枷不仅在军队中有所使用，在民间武术中也有所发展，被认为是双截棍的前身。在胡斯战争中，波西米亚领袖扬·杰式卡领导的农民军队也使用连枷作为武器。